# Akishino
Carević Akishino (Fumihito) od Japana (秋篠宮文仁親王殿下  / 文仁親王; Tokio, 30. studenog 1965. ) je član japanske carske obitelji. Drugi je sin Akihita i Michiko te trenutno drugi po redu nasljednik Krizanteminog prijestolja. Od svog vjenčanja u lipnju 1990., nosi naslov Akishino-no-miya (prevedeno kao carević Akishino) i vodi svoju granu carske obitelji.
Carević i carevna Akishino imaju dvije kćeri i jednog sina:
- Mako
- Kako
- Hisahito